# Doodstraf in Europa

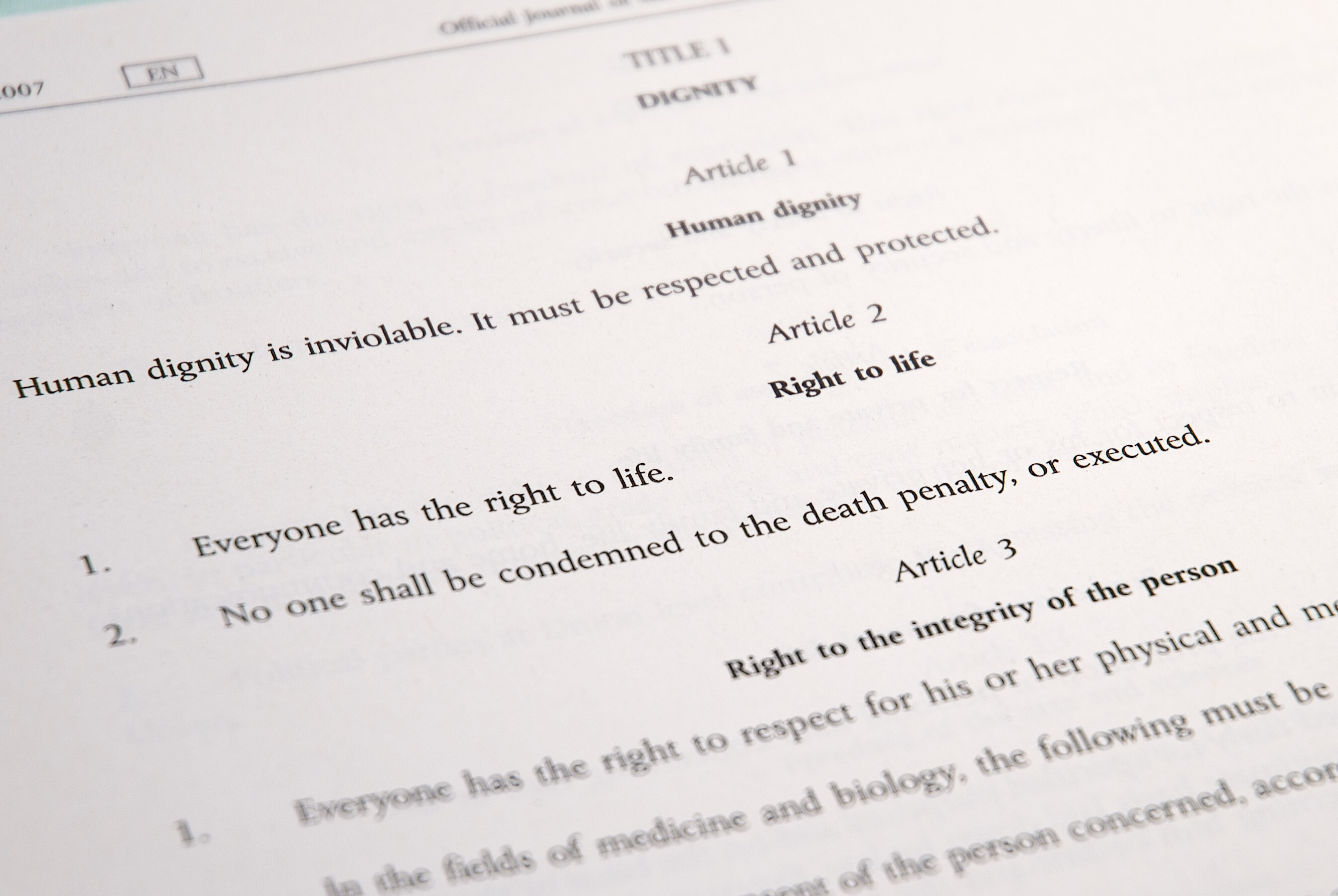
Artikel 2 van het Handvest van de Grondrechten van de Europese Unie

De meeste landen in Europa hebben de doodstraf als zwaarst mogelijke straf in de loop der tijd afgeschaft. Anno 2023 wordt zij alleen nog in Wit-Rusland daadwerkelijk voltrokken.
De Europese Unie stelt afschaffing van de doodstraf als een van de voorwaarden voor lidmaatschap; om deze reden is in 2002 de doodstraf in Turkije afgeschaft. Binnen de Europese Unie verbiedt onder andere het Handvest van de grondrechten van de Europese Unie de doodstraf, in artikel 2, lid 2.
Ook de Raad van Europa stelt afwezigheid van de doodstraf als voorwaarde voor lidmaatschap, maar acht daarbij ook een moratorium of een de facto afschaffing waarbij de doodstraf wel in het wetboek blijft, maar niet meer uitgevoerd wordt, aanvaardbaar.
Binnen de Raad van Europa wordt de doodstraf verboden door het Europees Verdrag voor de Rechten van de Mens en wel specifiek door de Protocollen 6 (verbod op de doodstraf buiten oorlogstijd) en 13 (totaal verbod) bij dit verdrag. Deze protocollen zijn van kracht voor alle landen die deze protocollen ondertekend en geratificeerd hebben. In het geval van Nederland was de ratificatie van Protocol 6 op 24 april 1986 (inwerkingtreding op 1 mei van dat jaar) en de ratificatie van Protocol 13 op 10 februari 2006 (inwerkingtreding 1 juni 2006). In het geval van België werd protocol 6 van kracht op 1 januari 1999 en Protocol 13 op 1 oktober 2003.

## Doodstraf in de Europese Unie
Methodes van executie, per land en data
| Land                | Methode     | Laatst gebruikt       | Afgeschaft in vredestijd |
| ------------------- | ----------- | --------------------- | ------------------------ |
| Finland             | Onthoofding | 1825                  | 1949                     |
| Portugal            | Ophanging   | 1846                  | 1867                     |
| Zweden              | Guillotine  | 1910                  | 1921                     |
| Malta               | Ophanging   | 1943                  | 1971                     |
| Italië              | Vuurpeloton | 1947                  | 1948                     |
| Duitsland           | Guillotine  | 1949 (1981 in de DDR) | 1949 (1987 in de DDR)    |
| Oostenrijk          | Ophanging   | 1950                  | 1950                     |
| België              | Guillotine  | 1918                  | 1996                     |
| Denemarken          | Onthoofding | 1950                  | 1930                     |
| Nederland           | Vuurpeloton | 1952 (oorlogsrecht)   | 1870                     |
| Ierland             | Ophanging   | 1954                  | 1990                     |
| Slovenië            | Ophanging   | 1957                  | 1989                     |
| Cyprus              | Ophanging   | 1962                  | 1983                     |
| Verenigd Koninkrijk | Ophanging   | 1964                  | 1965                     |
| Griekenland         | Vuurpeloton | 1972                  | 1993                     |
| Spanje              | Garrote     | 1975                  | 1978                     |
| Frankrijk           | Guillotine  | 1977                  | 1981                     |
| Hongarije           | Ophanging   | 1988                  | 1990                     |
| Polen               | Ophanging   | 1988                  | 1997                     |
| Bulgarije           | Vuurpeloton | 1989                  | 1998                     |
| Tsjechië            | Ophanging   | 1989                  | 1990                     |
| Roemenië            | Vuurpeloton | 1989                  | 1990                     |
| Estland             | Vuurpeloton | 1991                  | 1998                     |
| Litouwen            | Vuurpeloton | 1995                  | 1996                     |
| Letland             | Vuurpeloton | 1996                  | 1999                     |